# Figli di Manfredo
Figli di Manfredo (o Figli di Manfredi) furono una consorteria feudale insediata nel modenese nel medioevo.
Derivata forse dai Carolingi nel X secolo, ebbe probabilmente come capostipite Guido di Manfredo, vassallo prima di Nonantola e quindi di Canossa. Nel XII secolo occuparono importanti cariche pubbliche a Reggio e Modena.
Di essa facevano parte le famiglie Da Sala, Da Fregnano, Da Baiso, Da Gamola, Da Monteveglio, Da Panzano, Da Baggiodovara e Da Palude.
Da questa consorteria discesero anche i Manfredi di Reggio-Emilia, i Manfredi di Faenza, i Manfredi di Lombardia, i Pio di Savoia, i Pico della Mirandola e i Papazzoni.